# Eckart von Sydow
Eckardt Chlodwig Heinrich Albrecht von Sydow (* 5. September 1885 in Dobberphul, Kreis Königsberg Nm.; † 1. Juli 1942 in Berlin) war ein deutscher Kunsthistoriker, Ethnologe und Universitätsdozent.

## Frühes Leben
Eckhart von Sydow war das vierte Kind von Hans Kurt von Sydow (1852–1904) und seiner Ehefrau Elfriede Margarete von Wedel (* 1856). Er promovierte 1912 in Halle über christliche Altäre im frühen Mittelalter.  Danach zog er nach Berlin und volontierte bei den Staatlichen Museen. Er beschäftigte sich mit zeitgenössischer Kunst und schrieb für Zeitschriften wie Cicero, Die Kunstauktion und Kunst und Künstler. Er war außerdem Mitherausgeber der Weltkunst.

## Ethnologische Forschung
Nach dem Ersten Weltkrieg befasste sich Sydow mit dem Bestand ethnologischer Museen in Deutschland. Seine erste Publikation zu dieser Thematik war 1921 Exotische Kunst. Afrika und Ozeanien. In dem Jahr 1923 wurde er Direktor der Kestnergesellschaft und veröffentlichte das Buch Die Kunst der Naturvölker und der Vorzeit. Darauf folgte 1930 das Handbuch der Afrikanischen Plastik: Erster Band: Die westafrikanische Plastik und mehrere Aufsätze in internationalen Zeitschriften sowie Monographien. Unterstützt wurde er durch die „Notgemeinschaft der Deutschen Wissenschaft“, die ihm zwischen März 1926 und 1930 mehrere Stipendien und Reisebeihilfen zur Vorbereitung genehmigten. Er arbeitete außerdem an der Ausstellung Afrikanische Plastik in Verbindung der Berliner Sezession und den Staatlichen Museen als Katalogherausgeber und vermutliche auch als Kurator mit.

## Nationalsozialismus
Sydow trat bereits 1933 der NSDAP bei (Mitgliedsnummer 2.636.516) und erhielt daraufhin eine feste Stelle am Kunsthistorischen Institut der Berliner Universität, wo auch Adolph Goldschmidt und Ludwig Heinrich Heydenreich lehrten. Unter seinen Studenten waren Hans Himmelheber und Werner Muensterberger.  Er hielt auch Vorlesungen zu dem Thema „Naturvölker“, beispielsweise Kunst und Kunstgewerbe in den ehemaligen deutschen Kolonien, mit Museumsführung im Wintersemester 1934 und Allgemeine Einleitung in die Kunst der Naturvölker und ihre rassischen Grundlagen von Wintersemester 1935 bis 1936. In 1936 reiste er nach Nigeria, unterstützt von dem in London gegründeten International Institute of African Languages and Cultures sowie des Bankiers Eduard von der Heydt für den Sydow. Ein zweites Mal reiste er 1939 „mit Unterstützung der Deutschen Forschungsgemeinschaft und im Auftrag des Kölner Rautenstrauch-Joest-Museums für Völkerkunde.“ Seine Reiseerfahrungen inspirierten Sydows letzten Aufsatz vor seinem Tod. In der Zeitschrift Koloniale Rundschau veröffentlichte er 1942 Die Zukunftsaussichten der negereschen Kunst.
Von Sydow starb 1942 an einer Harnvergiftung. Laut Sterbeurkunde war er „gottgläubig“ und geschieden. Seinen Nekrolog schrieb der Ethnologe Martin Heydrich, der ebenfalls der NSDAP angehörte.
Sein Name findet sich im Gästebuch der Hanna Bekker vom Rath, die in ihrer Berliner Wohnung in der NS-Zeit heimliche Kunstausstellungen veranstaltete.

## Publikationen (Auswahl)
- Die Entwicklung des figuralen Schmucks der christlichen Altar-Antependia und -Retabula bis zum XIV. Jahrhundert. J. H. Ed. Heitz, Strassburg 1912, Textarchiv – Internet Archive
- Cuno Amiet. Eine Einführung in sein Malerisches Werk. Mit 11 Lichtdrucktafeln. Zur Kunstgeschichte des Auslandes, Heft 106. J. H. Ed. Heitz, Strassburg 1913, Textarchiv – Internet Archive
- Kritischer Kant-Kommentar. Zusammengestellt aus den Kritiken Fichtes, Schellings, Hegels und mit einer Einleitung versehen. Verlag von Max Niemeyer, Halle a. S. 1913, Textarchiv – Internet Archive
- Der Gedanke des Ideal-Reichs in der idealistischen Philosophie von Kant bis Hegel im Zusammenhange der geschichtlich-philosophischen Entwicklung. Verlag von Felix Meiner, Leipzig 1914, Wisconsin-USA
- Die Kunstgeschichte der Schachfiguren. 1914.
- Die Stilarten der Baukunst, Plastik und Malerei. In: Was man wissen muß, Nr. 13, IV. Jahrgang, Nr. 1 (April 1920), S. 1–9, Wikimedia Commons
- Die deutsche expressionistische Kultur und Malerei. Mit 14 Bildbeilagen. Furche-Kunstgaben: Zweite Veröffentlichung. Furche-Verlag, Berlin 1920, Textarchiv – Internet Archive, Textarchiv – Internet Archive
- Exotische Kunst. Afrika und Ozeanien. Mit 45 Abbildungen und einer Tafel. Leipzig: Verlag von Klinkhardt & Biermann, 1921 Princeton-USA
- Die Kultur der Dekadenz. Sibyllen-Verlag. Zweite Auflage, Dresden 1922 Online
- Die Kunst der Naturvölker und der Vorzeit Propyläen-Verlag, Berlin, 1923, Textarchiv – Internet Archive
- Kunst und Religion der Naturvölker. Gerhard Stalling Verlag, Oldenburg 1926, Textarchiv – Internet Archive
- Primitive Kunst und Psychoanalyse. Eine Studie über die sexuelle Grundlage der bildenden Künste der Naturvölker. Imago-Bücherei X. Internationaler Psychoanalytischer Verlag, Leipzig / Wien / Zürich 1927, Internet Archive
- Handbuch der afrikanischen Plastik: Erster Band: Die westafrikanische Plastik. D. Reimer / E. Vohsen, Berlin 1930. Textarchiv – Internet Archive
- Afrikanische Plastik. 1932 (Katalog der) Ausstellung, veranstaltet von der Berliner Sezession in Verbindung mit den Staatlichen Museen Berlin, April–Mai, Berlin.
- Kunst der Naturvölker, 1932, Sammlung Baron Eduard von der Heydt, Berlin Ancient and Modern Art in Benin City, in: Africa: Journal of the International African Institute (1932) 11/1, 55–62.
- Das Museum für Volkskunde in Berlin, In: Nationalsozialistische Beamtenzeitung 7, 16. Oktober 1938, 69ff.
- Zukunftsaussichten der negereschen Kunst, in: Koloniale Rundschau 33/1, April (1942), 26–31.
- Das religiöse Bewußtsein des Expressionismus. Neue Blätter für Kunst und Dichtung, 1 (1918/19), Januar, S. 193–194, 199. literaturkritik.de